# Grödinge distrikt
Grödinge distrikt är ett distrikt i Botkyrka kommun och Stockholms län. 
Distriktet ligger i södra delen av Botkyrka kommun. 

## Tidigare administrativ tillhörighet
Distriktet inrättades 2016 och utgörs av socknen Grödinge i Botkyrka kommun.
Området motsvarar den omfattning Grödinge församling hade vid årsskiftet 1999/2000.